# Norberto Riascos
Nolberto Riascos (Guanare, Estado Portuguesa, Venezuela; 17 de febrero de 1985) es un futbolista venezolano que juega como defensa y actualmente se encuentra sin equipo.

## Trayectoria
Estuvo con el Llaneros de Guanare FC desde el año 2006 hasta el 2008. Posteriormente fue traspasado al Caracas FC  y ha logrado un título y llegar cuartos de final Copa Libertadores.
Luego de un semestre con el cuadro avileño, regresó al Llaneros de Guanare FC para el Apertura 2009, siendo uno de los puntuales del cuadro coromotano, que dentro del mal torneo que tuvo dicho equipo, Riascos fue la excepción, y eso le valió en diciembre del 2009 fichar con su actual club, el Deportivo Italia donde podrá volver a jugar Copa Libertadores, la del 2010.

## Clubes
| Club                   | País      | Año           |
| ---------------------- | --------- | ------------- |
| Llaneros de Guanare FC | Venezuela | 2006 - 2008   |
| Caracas FC             | Venezuela | 2008 -        |
| Deportivo Italia       | Venezuela | 2009 - 2010   |
| Llaneros de Guanare EF | Venezuela | 2012-2016     |
| Portuguesa FC          | Venezuela | 2017          |
| Llaneros de Guanare    | Venezuela | 2019-presente |

- Datos: Q5489067